# 태드 윌리엄스

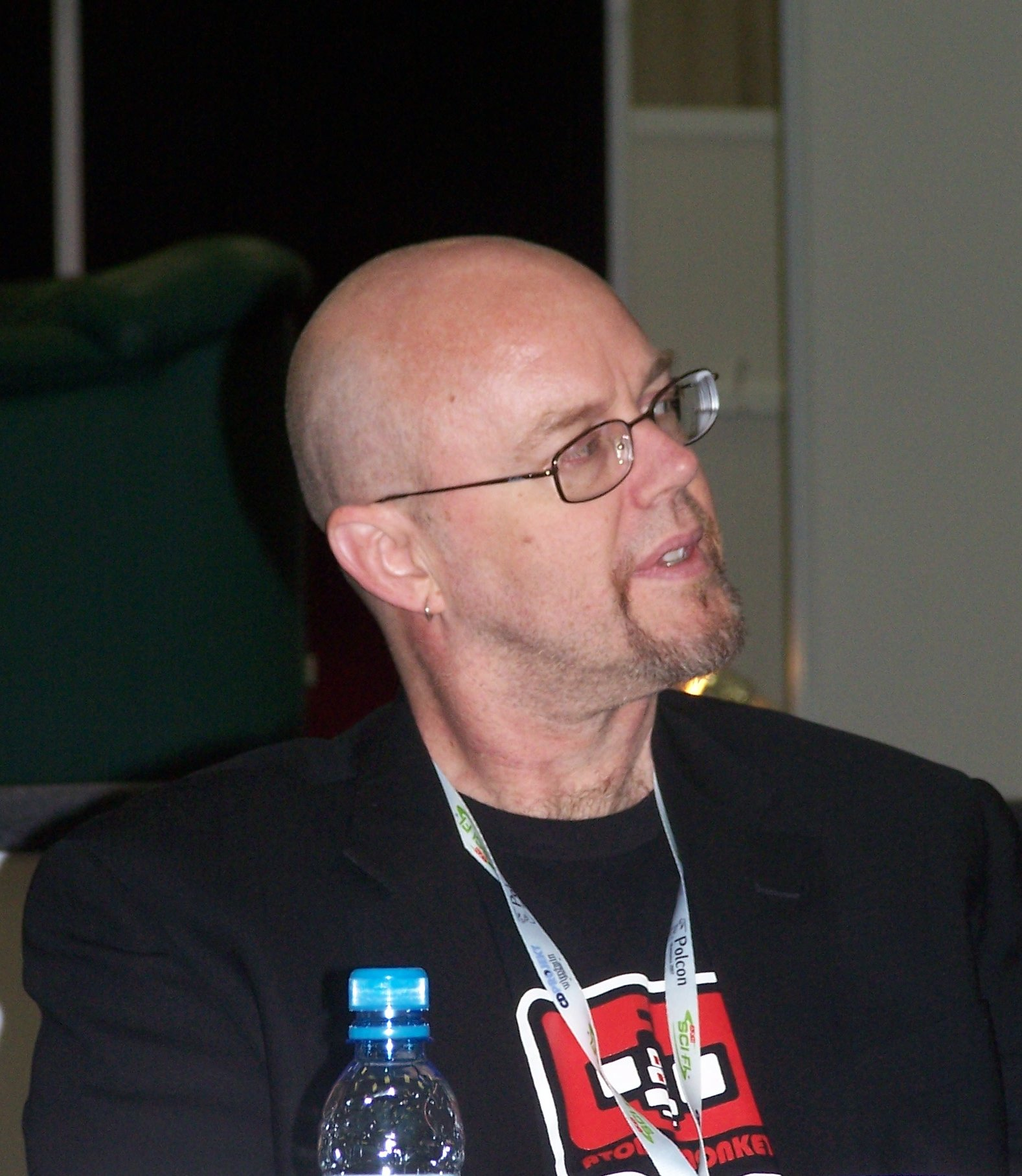
태드 윌리엄스

태드 윌리엄스(Tad Williams, 1957년 3월 14일 ~ )는 미국의 작가이다.